# Villel
Villel é um município da Espanha na província de Teruel, comunidade autónoma de Aragão. Tem 85,2 km² de área e em 2021 tinha 325 habitantes (densidade: 3,8 hab./km²).

## Demografia
| Variação demográfica do município entre 1991 e 2004 | Variação demográfica do município entre 1991 e 2004 | Variação demográfica do município entre 1991 e 2004 | Variação demográfica do município entre 1991 e 2004 |
| --------------------------------------------------- | --------------------------------------------------- | --------------------------------------------------- | --------------------------------------------------- |
| 1991                                                | 1996                                                | 2001                                                | 2004                                                |
| 376                                                 | 345                                                 | 331                                                 | 354                                                 |